# Гудим-Левкович, Анатолий Анатольевич
Анатолий Анатольевич Гудим-Левкович (1893—1920) — штабс-ротмистр 9-го уланского Бугского полка, герой Первой мировой войны, участник Белого движения.

## Биография
Из потомственных дворян Киевской губернии. Сын учредителя Киевского земельного банка, камергера Анатолия Викторовича Гудим-Левковича (1844—1905) и жены его Варвары Петровны Половцовой (1864—1947).
Окончил Владимирский Киевский кадетский корпус. С началом Первой мировой войны поступил вольноопределяющимся в 9-й уланский Бугский полк. Был награждён Георгиевским крестом 4-й степени
За подвиги мужества, храбрости и доблести, оказанные в боях с австрийцами, в октябре 1914 года.
26 ноября 1915 года произведён из унтер-офицеров в прапорщики главнокомандующим армиями Юго-Западного фронта (производство утверждено Высочайшим приказом от 30 мая 1916). Состоял в 9-м уланском Бугском полку. Пожалован Георгиевским оружием
За то, что, будучи в чине прапорщика, в бою 27 мая 1916 года у д. Зубжец, заместив раненого командира эскадрона, сам будучи ранен, во главе спешенного эскадрона под сильным ружейным и пулеметным огнем, примером личной храбрости и беззаветного мужества увлекая за собой улан, бросился на противника силою около роты, засевшего в трех дворах и поражавшего огнем наши атакующие части; штурмом взял дворы, переколов часть защитников, остальных взял в плен и тем вывел из затруднительного положения соседние эскадроны.
Произведен в корнеты 26 августа 1916 года, в поручики — 29 сентября 1917 года.
С началом Гражданской войны прибыл в Добровольческую армию с группой офицеров бывшей 9-й кавалерийской дивизии, сформировавших Сводный дивизион 9-й кавалерийской дивизии, в мае 1919 года развернутый в полк. Произведен в штабс-ротмистры. В Русской армии — в 6-м кавалерийском полку. Убит 26 мая 1920 года в конной атаке под Чаплинкой.

## Награды
- Георгиевский крест 4-й ст. (№ 94915)
- Георгиевское оружие (ПАФ 29.07.1917)